# ۱۱۵۲ (قمری)
۱۱۵۲ (قمری)، هزار و صد و پنجاه و دومین سال در گاهشماری هجری قمری است. اول محرم این سال برابر با دهم آوریل سال ۱۷۳۹ میلادی است.

## وابسته
- احمد نیریزی